# Jibun no ana no nakade
Jibun no ana no nakade (自分の穴の中で, lit. "no meu buraco") é um filme de drama japonês de 1955 dirigido por Tomu Uchida. É baseado em um romance do escritor Tatsuzō Ishikawa.

## Sinopse
Em meio a construções intermináveis e ruídos de aeronaves, uma família cujo pai morreu se desintegra lentamente. Enquanto a filha Tamiko luta contra as tentativas de sua madrasta Nobuko de casá-la com o médico descuidado Ihura, seu irmão acamado, Junjirō, sofre por sua ex-esposa Keiko, que o deixou por outro homem. Embora Ihura esteja mais interessado em Nobuko, ele tem um caso breve com Tamiko, que se preocupa apenas com o futuro status social e financeiro de Ihura. Depois de vender as últimas propriedades restantes da família, Tamiko e Junjirō se recusam a dar sua parte a Nobuko. Nobuko sai de casa, anunciando que tomará medidas legais contra a decisão dos enteados. Pouco antes de sua morte, Junjirō confessa a Tamiko que perdeu o dinheiro da família e a casa hipotecada em investimentos duvidosos no mercado de ações.

## Elenco
- Rentarō Mikuni como Shōnosuke Ihura
- Yumeji Tsukioka como Nobuko Shiga
- Mie Kitahara como Tamiko
- Jūkichi Uno como Tetsutarō Komatsu
- Nobuo Kaneko como Junjiro
- Harue Tone como Keiko
- Bokuzen Hidari como Hota
- Masao Shimizu como Fujita
- Tanie Kitabayashi como tia
- Osamu Takizawa como tio

## Produção
Jibun no ana no nakade foi uma das primeiras produções do recém-reaberto estúdio de cinema Nikkatsu.

## Legado
Jibun no ana no nakade foi exibido no Museu de Arte Moderna como parte de uma retrospectiva das obras do diretor Tomu Uchida em 2016.